# Massya (slak)
Massya is een geslacht van weekdieren uit de klasse van de Gastropoda (slakken).

## Soort
- Massya longecirrata (Massy, 1917)